# 50キロメートル競歩
50km競歩（50キロメートルきょうほ、50 kilometres race walk）とは主に道路を使用して競技を行い、50kmの順位とタイムを競う競歩競技である。周回コースの設定や、コースの一部に陸上競技場を使用することもある。男子50km競歩は夏季オリンピックや世界陸上競技選手権大会など主要国際大会の実施種目であったが、競技規則の改定により2021年の東京オリンピックが最後となった。

## 男子記録
|           | 記録          | 氏名             | 国籍             | 日付           |
| --------- | ------------- | ---------------- | ---------------- | -------------- |
| 世界      | 3時間32分33秒 | ヨアン・ディニズ | フランス         | 2014年8月15日  |
| 世界U20   | 3時間41分10秒 | 趙建国           | 中国             | 2006年4月16日  |
| アジア    | 3時間36分06秒 | 虞朝鴻           | 中国             | 2005年10月22日 |
| アジアU20 | 3時間41分10秒 | 趙建国           | 中国             | 2006年4月16日  |
| 日本      | 3時間36分45秒 | 川野将虎         | 日本・東洋大学   | 2019年10月27日 |
| 日本U20   | 4時間16分33秒 | 後藤秀斗         | 日本・順天堂大学 | 2013年10月26日 |
| 男子学生  | 3時間36分45秒 | 川野将虎         | 日本・東洋大学   | 2019年10月27日 |

## 女子記録
|      | 記録          | 氏名                   | 国籍           | 日付          |
| ---- | ------------- | ---------------------- | -------------- | ------------- |
| 世界 | 3時間59分15秒 | 劉虹                   | 中国           | 2019年3月9日  |
| 日本 | 4時間19分56秒 | 渕瀬真寿美             | 日本・建装工業 | 2019年4月14日 |
| 参考 | 3時間50分42秒 | エレーナ・ラシュマノワ | ロシア         | 2020年9月5日  |

## 日本歴代10傑
|    | タイム        | 名前     | 所属           | 日付           |
| -- | ------------- | -------- | -------------- | -------------- |
| 1  | 3時間36分45秒 | 川野将虎 | 東洋大学       | 2019年10月27日 |
| 2  | 3時間37分39秒 | 丸尾知司 | 愛知製鋼       | 2019年10月27日 |
| 3  | 3時間39分7秒  | 鈴木雄介 | 富士通         | 2019年4月14日  |
| 4  | 3時間39分47秒 | 野田明宏 | 自衛隊体育学校 | 2018年10月28日 |
| 5  | 3時間40分12秒 | 山崎勇喜 | 長谷川体育施設 | 2009年4月12日  |
| 6  | 3時間40分19秒 | 谷井孝行 | 自衛隊体育学校 | 2014年10月1日  |
| 7  | 3時間40分20秒 | 荒井広宙 | 自衛隊体育学校 | 2015年4月19日  |
| 8  | 3時間41分19秒 | 小林快   | ビックカメラ   | 2017年8月13日  |
| 9  | 3時間42分34秒 | 勝木隼人 | 自衛隊体育学校 | 2021年4月11日  |
| 10 | 3時間43分2秒  | 吉田琢哉 | 盛岡市役所     | 2014年10月26日 |